# Chemisch inert

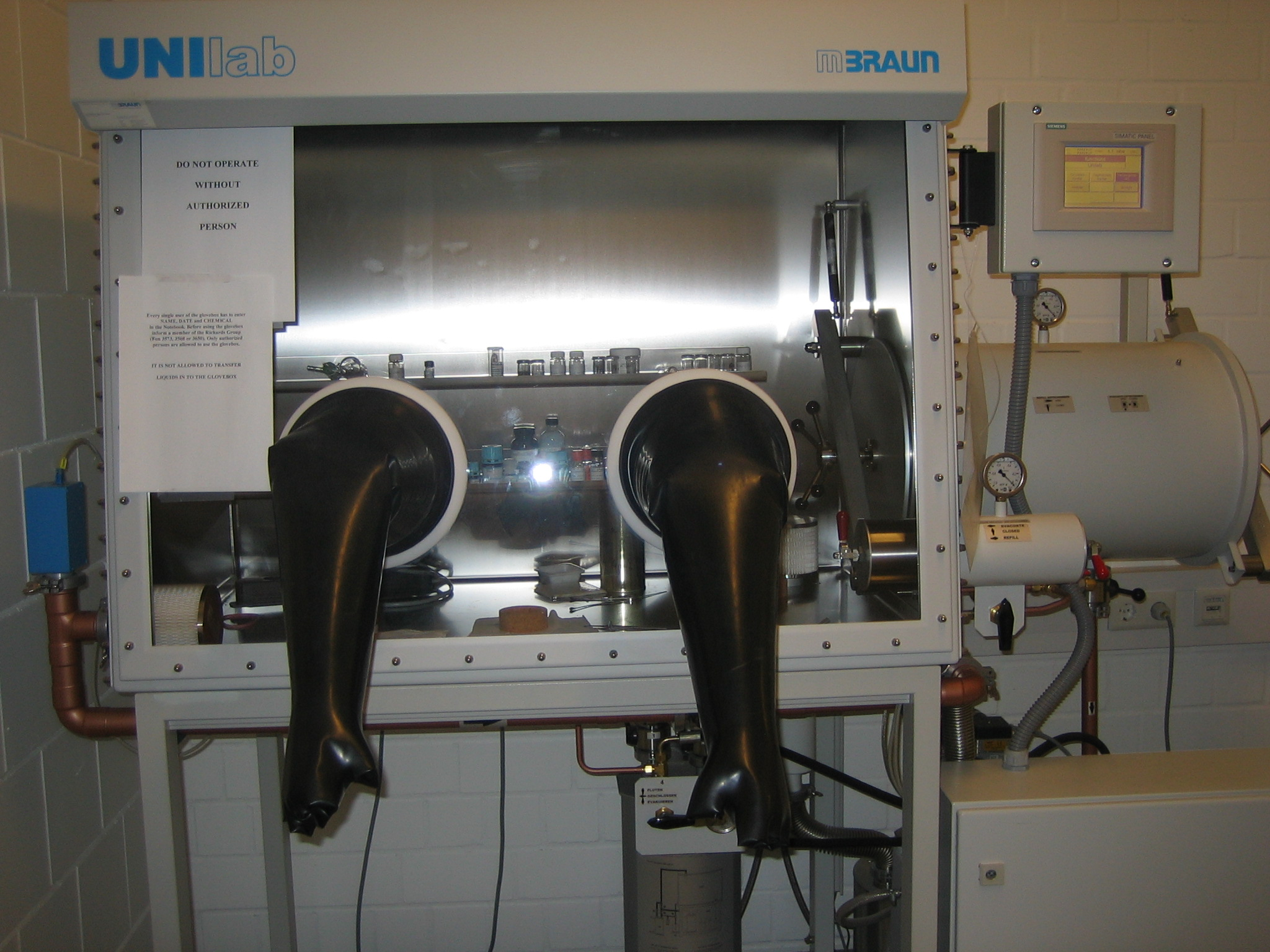
Een glovebox is een ruimte die gevuld wordt met een inert gas, zoals argon, om zeer luchtgevoelige reacties in uit te voeren.

Een chemische stof  wordt inert (letterlijk: willoos, traag) genoemd als deze niet of nauwelijks reageert met vrijwel alle andere chemicaliën. Tot de inerte stoffen worden veelal edelgassen en edelmetalen gerekend. 

## Toepassingen
Stikstofgas en argon reageren onder normale omstandigheden nauwelijks en worden veel gebruikt om stoffen die anders met zuurstof of vocht uit de lucht zouden reageren af te dekken of in te sluiten. Men noemt dit werken in een inerte atmosfeer. Boven zure oplossingen (vocht is dan geen probleem, zuurstof soms wel) kan dit ook gerealiseerd worden met behulp van CO2. In laboratoria waar organische synthese wordt beoefend wordt vaker de voorkeur gegeven aan argon, omdat dat gas zwaarder is dan lucht en als het ware een afschermende laag vormt boven het reactiemengsel.
De chloorfluorkoolwaterstoffen (CFK's) zijn ook tamelijk inert en werden daarom veel gebruikt als drijfgas en blaasmiddel. Ook de chemische verbinding zwavelhexafluoride (SF6) is een inert gas.